# Cine-Esplanada Flamingo
Die Cine-Esplanada Flamingo, auch Cinema Flamingo, ist ein ehemaliges Freiluftkino in der angolanischen Stadt Lobito. Das 1963 eröffnete Freiluftkino wurde von Francisco Castro Rodrigues entworfen und gilt mit seiner den klimatischen Bedingungen angepassten modernistischen Architektur als eines der bekanntesten Werke des portugiesischen Architekten.

## Geschichte

### Aufbau eines Kinoimperiums in den portugiesischen Kolonien
Der portugiesische Unternehmer Joaquim Ribeiro Belga hatte sich nach dem Ende des Zweiten Weltkriegs die Vermarktungsrechte zunächst bekannter spanischer Filme sowie amerikanischer Universal-Filme in Portugal gesichert und baute damit ein breites Unternehmensnetzwerk auf. Mit der Gründung der beiden Unternehmen Sulcine und Moçambique Filmes in den 1950er Jahren sicherte er sich die alleinigen Vermarktungsrechte für Filme in den portugiesischen Kolonien Angola und Mosambik. Mit einer der amerikanischen Filmindustrie vergleichbaren Strategie begann Ribeiro Belga im großen Stil Kinosäle in den Kolonien zu errichten, um dort die von seinem Unternehmen vermarkteten Filme zu zeigen.
Ribeiro Belga entwickelte das Prinzip der „Cine-Esplanada“, einer Art Freiluftkino mit baulicher Infrastruktur. Nachdem das Konzept in Lissabon nicht funktioniert hatte, forcierte er die Umsetzung in den portugiesischen Kolonien, zunächst in Angola. Die erste Cine-Esplanada entstand mit der „Cine-Esplanada Miramar“ 1959 in der angolanischen Hauptstadt Luanda. Die zweite Cine-Esplanada namens „Flamingo“ ließ er in Lobito gemeinsam mit dem Cine-Club Lobito unter dessen Vorsitzenden António Vieira da Silva errichten. Den Auftrag dafür erhielt der portugiesische Architekt Francisco Castro Rodrigues, der als Leiter der Architekturabteilung in der Stadtverwaltung von Lobito tätig war. Castro Rodrigues hatte zuvor schon einen Urbanisierungsplan für die Stadt entworfen, wie auch das Geschäftsgebäude A Universal und das Gebäude des städtischen Marktes.

### Moderne tropische Kinoarchitektur
Die Cine-Esplana entstand am südwestlichen Rand der Innenstadt direkt zum Atlantik hingewandt an einer leichten Hanglage zum Mangrovenstrand hin. Die Anlage entstand in rechteckiger Form, ummauert, mit einer Länge von 95 Metern und einer Breite von 75 Metern. Offen war die Ummauerung lediglich zu den Salzpfannen, an denen sich die namensgebenden Flamingos eingefunden haben sollen, sowie in Richtung Südosten, um die abendliche Meeresbrise hereinzulassen. Zum Meer hin stand eine große Leinwand, umrahmt von den Terrassen der zwei Bars und einer landschaftlichen Gestaltung. Das Dach, das aus einer V-förmigen Sichtbetonkonstruktion mit einer Spannweite von 16 Metern bestand und durch Metallseile gespannt war, stellte zusammen mit der riesigen Leinwand die Hauptelemente des Gebäudes dar.
Der Eingang zur Cine-Esplanada erfolgte auf der nordwestlichen Seite – ein großes „FLAMINGO“ darüber – entsprechend der Mittelachse des Zuschauerraums. Die Außenmauern am Eingang bestanden aus zwei kontrastierenden Wänden: Auf der rechten Seite eine Zickzackwand mit scharfen Kanten als Begrenzung der Bar da Noite; auf der linken Seite eine wellige und durchgehende Wand, die die Bar da Esplanada aufnimmt. Das Projektionskabinengebäude war durch dekorative Platten aus mehrfarbigem Marmor gekennzeichnet.
Francisco Castro Rodrigues gestaltete das Kino in einer für die klimatischen Bedingungen angepassten, und gleichermaßen modernen Architektur der 1950er Jahre. Die natürlichen Bedingungen – der Wind, der Blick aufs Meer, die Hanglage, die Salzpfannen – kombinierte er mit einem Wunsch nach Wohlbefinden und Fortschritt. Gleichermaßen nutzte er neue Möglichkeiten des Betons sowie flexibler Eisenstrukturen für die Dachkonstruktionen. Dafür arbeitete er zusammen mit seinem Ingenieurskollegen Fernando Falcão sowie Bernardino Machado, einem Spezialisten für Eisenstrukturen.

### Eröffnung 1963
Das Kino wurde am 31. Oktober 1963 eröffnet, seinen Namen erhielt das Kino nach einer Ausschreibung im lokalen Radiosender, und soll vor allem auf die regelmäßig am Ufer nistenden Flamingos anspielen. Das Kino fasste bis zu 1200 Zuschauerinnen und Zuschauer, es soll regelmäßig ausverkauft gewesen sein. Insbesondere die Kombination aus von der Abendsonne vorgewärmten Bänken und der anschließenden Nachtbrise vom Meer soll für ein besonderes Kinovergnügen beim Publikum gesorgt haben. Das Kino durfte ausschließlich von weißen Portugiesen besucht werden, die schwarze Bevölkerung war per se ausgeschlossen.

### Nach der Unabhängigkeit
Mit der Unabhängigkeit der portugiesischen Kolonie Angolas und dem Abzug der portugiesischen Kolonialmacht verließen auch zahlreiche portugiesische Siedler das Land, darunter auch der Kino-Unternehmer Ribeiro Belga. Das Kino – wie alle privaten Gebäude – gingen in den Besitz des angolanischen Staates über. In den folgenden Jahren wurden gelegentlich noch Filme gezeigt, teilweise auch „sozialistische Filme“ mit sowjetischer und kubanischer Unterstützung. Bis in die früheren 1990er Jahre wurde noch gelegentlich Filme gezeigt, 1992 erhielten die Nachkommen von Ribeiro Belga offiziell das Gebäude zurück. Dennoch nutzt seit 1999 eine kleine Grundschule das Kino, gelegentlich nutzen Kirche die Fläche. Große Teile der Anlage sind inzwischen verfallen, wobei die Gesamtstruktur noch zu erkennen ist.
Das Gebäude steht nicht unter Denkmalschutz, ist jedoch in der portugiesischen Denkmaldatenbank Sistema de Informação para o Património Arquitectónico, die auch Werke ehemaliger portugiesischer Kolonien umfasst, unter der Nummer 31664 gelistet.